# Parlament der Republik Moldau
Das Parlament der Republik Moldau (rumänisch Parlamentul Republicii Moldova) ist die gesetzgebende Versammlung der Republik Moldau. Es gilt das Einkammersystem.

## Wahlverfahren
Das moldauische Parlament hat 101 Abgeordnete, die alle vier Jahre von der wahlberechtigten Bevölkerung gewählt werden. Dabei können sowohl Parteilisten als auch Einzelkandidaten antreten. Wahlallianzen aus mehreren Parteien sind seit mehreren Jahren nicht mehr zulässig. Anspruch auf Mandate im Parlament hat jede Liste, die die Sperrklausel von 5 % der Gesamtzahl der Stimmen (bis zu den Wahlen im April 2009 6 %) überwindet. Die Sitzverteilung erfolgt sodann nach dem D’Hondt-Verfahren.

## Kompetenzen des Parlaments
Zu den ersten Aufgaben des Parlaments nach einem Urnengang gehört die Wahl des Staatspräsidenten. Dieser muss mit einer Drei-Fünftel-Mehrheit der Abgeordneten (zzt. mindestens 61 Stimmen) gewählt werden. Der Präsident schlägt einen Kandidaten für den Posten des Regierungschefs vor. Dieser und die von ihm einberufenen Minister müssen vom Parlament bestätigt werden. Kann keiner der Kandidaten die notwendige Mehrheit für das Amt des Staatspräsidenten erreichen, so ist der amtierende Präsident verpflichtet das Parlament aufzulösen und Neuwahlen anzusetzen. Gesetzesvorschläge können ins Parlament von Abgeordneten oder der Regierung eingebracht werden.

## Zusammensetzung
Das zuletzt am 11. Juli 2021 gewählte Parlament setzt sich derzeit (Stand: 19. Juni 2023) wie folgt zusammen:
|  | Parlamentarische Fraktion                         | Parteivorsitzender                        | Fraktionsführer          | Abgeordnete (2021) | Abgeordnete (aktuell) |
|  | ------------------------------------------------- | ----------------------------------------- | ------------------------ | ------------------ | --------------------- |
|  | Partidul Acțiune și Solidaritate                  | Igor Grosu (kommissarisch)                | Mihail Popșoi            | 63                 | 63                    |
|  | Blocul electoral al Comuniștilor și Socialiștilor | Igor Dodon (PSRM) Vladimir Voronin (PCRM) | Zinaida Greceanîi (PSRM) | 32                 | 32                    |
|  | Șor-Partei                                        | Ilan Șor                                  | Ilan Șor                 | 6                  | –                     |
|  | Fraktionslose                                     | Fraktionslose                             | Fraktionslose            | –                  | 6                     |

## Parlamentspräsidenten
|    | Name               | Amtszeit                                        |
| -- | ------------------ | ----------------------------------------------- |
| 1  | Alexandru Moșanu   | 4. September 1990 bis 2. Februar 1993           |
| 2  | Petru Lucinschi    | 4. Februar 1993 bis 9. Januar 1997              |
| 3  | Dumitru Moțpan     | 5. März 1997 bis 23. April 1998                 |
| 4  | Dumitru Diacov     | 23. April 1998 bis 20. März 2001                |
| 5  | Eugenia Ostapciuk  | 20. März 2001 bis 24. März 2005                 |
| 6  | Marian Lupu        | 24. März 2005 bis 5. Mai 2009                   |
| 7  | Vladimir Voronin   | 12. Mai bis 28. August 2009                     |
| 8  | Mihai Ghimpu       | 28. August 2009 bis 29. Dezember 2010           |
| 9  | Marian Lupu        | 30. Dezember 2010 bis 25. April 2013            |
| –  | Liliana Palihovici | 25. April 2013 bis 30. Mai 2013 (kommissarisch) |
| 10 | Igor Corman        | 30. Mai 2013 bis 23. Januar 2015                |
| 11 | Andrian Candu      | 23. Januar 2015 bis 24. Februar 2019            |
| 12 | Zinaida Greceanîi  | 8. Juni 2019 bis 23. Juli 2021                  |
| 13 | Igor Grosu         | seit 29. Juli 2021                              |

Am 8. Juni 2019 wählte das Parlament Zinaida Greceanîi zu seiner neuen Präsidentin. Das Verfassungsgericht erklärte die Wahl im Zuge einer kurzen Staatskrise für nichtig. Für kurze Zeit gab es daraufhin zwei Regierungen. Doch nach nur einer Woche war die Situation geklärt. Ilan Șor und Vladimir Plahotniuc gingen ins Exil und Zinaida Greceanîi blieb die einzig anerkannte Parlamentspräsidentin.